# حركة الانتصار للحريات الديمقراطية
نشأ حزب حركة الانتصار للحريات الديمقراطية بعد مجازر 8 مايو 1945 وإطلاق سراح مصالي الحاج في2 نوفمبر 1946، عقد إطارات حزب الشعب الجزائري اجتماعا في ديسمبر 1946 بالجزائر العاصمة، بحثوا فيه إعادة العمل بالحزب تحت اسم جديد وهو حركة الانتصار للحريات الديمقراطية مع الحفاظ على حزب الشعب كجناح سياسي سري نشيط.

## توجه الحركة الجديد
توجهت الحركة توجها جديدا اعتمد أسلوب المهادنة مع السياسة الاستعمارية ومن ذلك دعوة مصالي الحاج إلى المشاركة في الانتخابات وفكرة ضرورة النضال الشرعي، مما أدى إلى جناح رافض لمسايرة السياسة الاستعمارية وهو ما سيؤدي إلى إنشاء جناح شبه عسكري في فيفري 1947 أخذ اسم المنظمة الخاصة.

## برنامج الحركة
احتفظت الحركة بنفس برنامج حزب الشعب وعرف ببرنامج حركة الانتصار للحريات الديمقراطية وتمحور حول أهداف معينة تمثلت خصوصا في العمل على إلغاء النظام الاستعماري وإقامة نظام وسيادة وطنية وإجراء انتخابات عامة دون تمييز عرقي ولا ديني وإقامة جمهورية جزائرية مستقلة ديمقراطية واجتماعية تتمتع بكامل الصلاحيات.تربط الجزائر بمدها الطبيعي العربي والإسلامي والإفريقي. وكانت هيكلة وتنظم حركة الانتصار تعم كامل القطر الجزائري بصفة محكمة وشاملة..

## مطالب الحركة
1. إجلاء القوات الفرنسية من جميع الأراضي الجزائرية.
2. إعادة الأراضي المصادرة.
3. إنشاء جمعية تأسيسية تنتخب عن طريق الاقتراع العام.
4. تعريب التعليم في مختلف مراحله.

## أزمة الحركة
دهرت الأزمة داخل الحركة بصفة جلية منذ شهر أبريل 1953 حين انعقاد مؤتمرها الثاني الذي اتضحت فيه المسائل الجوهرية في النزاع بين اللجنة المركزية ومصالي الحاج وأنصاره، واتخذ أعضاء المنظمة الخاصة موقفا معارضا للنزاع، وأكدوا على وحدة الحركة وضمان استقرارها وحسب نص اللائحة الختامية للمؤتمر الثاني للحركة فقد، منها قرار يقضي بتحديد صلاحيات رئيس الحركة وإدخال نوع من الديمقراطية داخل قيادة الحركة، واعتماد قرار الأغلبية، وكان مصالي يلح على منحه السلطات المطلقة لتسيير الحركة، وكان القرار الثاني هو ابعاد أهم مساعدي مصالي من عضوية المكتب السياسي وهما أحمد مزغنة و الشيخ زيدان ومولاي مرباح و زوزو، وانتخاب بن يوسف بن خدة و فغول لخضر و بوعاش محمد إسلام و صالح فيصل [هل المصدر موثوق به؟] أمينا عاما للحركة واختيار حسين لحول وعبد الرحمن كيوان مساعدان له.ولم يلبث مصالي الحاج أن رفض قرارات المؤتمر، وجاء في رسالة مصالي إلى من مناضلي حركة الانتصار نزع ثقته من اللجنة المركزية وأشتد الصراع بين المركزيين والمصاليين إذ تعنت كل طرف لموقفه وسينتج عن ذلك ظهور حركة جديدة باسم اللجنة الثورية للوحدة والعمل التي ستعمل على التوفيق بين الطرفين دون جدوى إذ اجتمع أنصار مصالي في مؤتمر للحركة ببلجيكا أيام 14-15-16جويلية 1954، واجروا تعديلات على هيكلة الحركة واعتبر ذلك هو مؤتمر الانقسام النهائي للحركة حيث صدر قرار استبعاد القادة السابقين لحركة الانتصار.